# Ana María Martínez Sagi

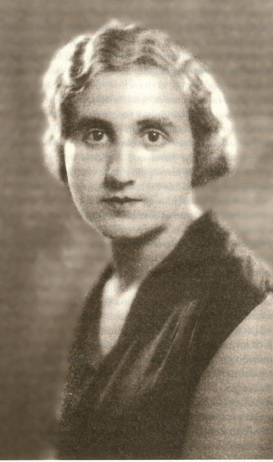
Ana María Martínez Sagi

Ana María Martínez Sagi (* 16. Februar 1907 in Barcelona; † 2. Januar 2000 in Santpedor, Provinz Barcelona) war eine spanische Dichterin, Journalistin, Feministin und Sportlerin. Sie war Pionierin des spanischen Frauensports, Meisterin und Rekordhalterin im Speerwurf. Sie war die erste Frau, die dem Vorstand des Fútbol Club Barcelona angehörte.

## Biografie
Ana María Martínez Sagi stammte aus einer großbürgerlichen Familie Barcelonas. Ihr Vater, Josep Martínez i Tatxé (* 1871, Barcelona) war Unternehmer in der Textilindustrie, und ihre Mutter, Consol Sagi i Barba, war die Nichte des spanischen Baritons Emilio Sagi i Barba. Sie erhielt eine vorzügliche Ausbildung, studierte Spanisch und Französisch, weil ihre Familie Katalanisch für keine kultivierte Sprache hielt, erklärte Juan Manuel de Prada.
Martínez Sagi gilt als eine der wichtigsten Journalistinnen der Zweiten Republik, zusammen mit Josefina Carabias. Im Alter von neunzehn Jahren begann sie, in der Frauenbeilage der Tageszeitung Las Noticias zu veröffentlichen und arbeitete anschließend für die Zeitung La Rambla.
Sie interviewte alle Arten von Charakteren, von Bettlern und Prostituierten bis hin zu katalanischen Politikern. Herausragend sind ihre Berichte über das Frauenwahlrecht, das damals sehr umstritten war, da viele Progressive, darunter auch einige Feministinnen, befürchteten, dass Frauen ihre Stimmabgabe durch ihre Ehemännern oder die Kirche beeinflussen lassen würden.
Neben ihren journalistischen Arbeiten veröffentlichte sie auch Gedichtbände, die damals großen Erfolg hatten. Ihr Stil nähert sich dem der lateinamerikanischen Dichterinnen wie Juana de Ibarbourou, Alfonsina Storni oder Gabriela Mistral. Sie wurde als Nachfolgerin von Rosalía de Castro angesehen.
Als Feministin gründete Martínez Sagi den ersten Arbeiterfrauenclub in Barcelona, in dem versucht wurde, bei der Alphabetisierung der weiblichen Bevölkerung zu helfen.
Als Sportlerin zeichnete sich Martínez Sagi beim Speerwurf aus, worin sie nationale Meisterin und Rekordhalterin war. Sie praktizierte auch Tennis, Skifahren und Schwimmen.
Im Jahr 1934, im Alter von siebenundzwanzig Jahren, wurde sie das erste weibliche Vorstandsmitglied des FC Barcelona. Sie plante, den Frauensport im Verein zu stärken und eine spezifische Sektion zu schaffen, schaffte es aber nicht und das Scheitern des Projekts führte dazu, dass sie ein Jahr später von ihrer Position zurücktrat. Martínez Sagi verstand den Sport als notwendig, um die Frau in die Moderne zu bringen und Körper und Geist in Einklang zu bringen.

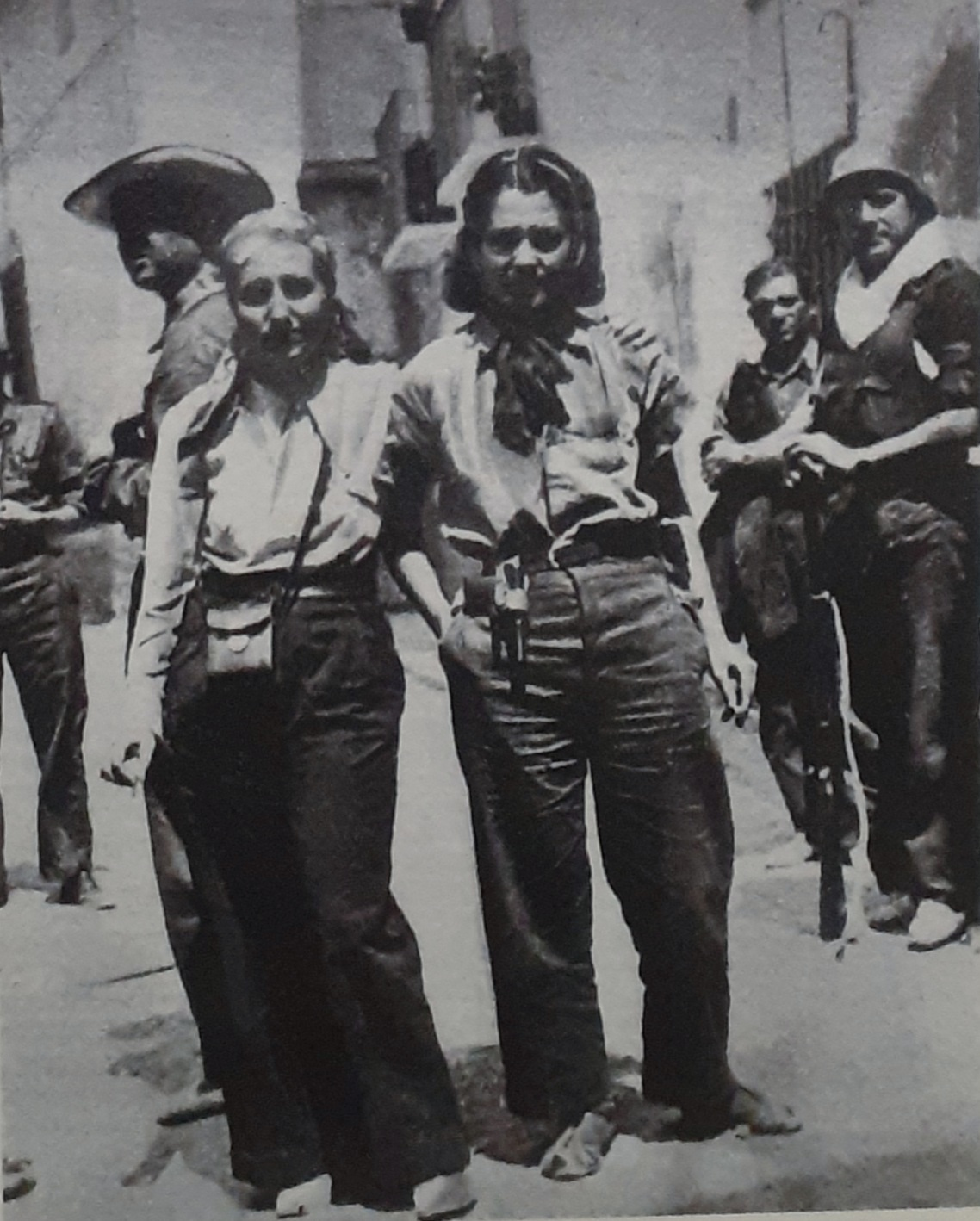
Ana María Martínez Sagi

1935 hörte sie eine Rede des Anarchisten Buenaventura Durruti und zeigte sich angetan. Nach Francos Staatsstreich stand sie im Spanischen Bürgerkrieg auf Seiten der Republik und arbeitete in den Reihen der Anarchisten als Kriegsberichterstatterin.
Nach dem Ende des Bürgerkriegs ging sie ins Exil nach Frankreich, wo sie am Widerstand gegen die deutsche Besatzung teilnahm. Nach 1945 lernte sie in Cannes die Frau des Aga Khan, Yvette Labrousse kennen, die sie ihr Haus dekorieren ließ. Als Dekorateurin hatte sie danach an der Côte d’Azur einigen Erfolg, der ihr materielle Sicherheit einbrachte. Anschließend zog sie in ein Dorf in der Provence, um aromatische Blumen zu züchten. Nach einem kurzen Aufenthalt in Schweden arbeitete sie in den 1950er Jahren an der University of Illinois, wo sie zwei Jahrzehnte lang Französisch und Spanisch unterrichtete. 
In all diesen Jahren hörte sie nie auf zu schreiben. Sie kehrte 1977 nach Francos Tod nach Spanien zurück. Dort lebte sie vergessen vom Literaturbetrieb bei Barcelona auf dem Land im Dorf Moyá, bis Juan Manuel de Prada sie in der kleinen Gemeinde Barcelonas wiederentdeckte. Er veröffentlichte Las esquinas del aire: en busca de Ana María Martínez Sagi. Das Buch wurde an dem Tag der Öffentlichkeit vorgestellt, an dem sie starb.
Persönliches Leben
Sie unterhielt eine Beziehung zur Schriftstellerin Elisabeth Mulder, eine Beziehung, die ihre Poesie inspirierte. Als Martínez Sagis Mutter davon erfuhr, zwang sie sie zur Trennung und ließ sie die Korrespondenz verbrennen. Sie schaffte es nur, die Gedichte aufzubewahren.

## Schriften, Werke
- Caminos. Barcelona 1929.
- Inquietud. Barcelona 1931.
- Canciones de la isla. 1932–1936.
- País de la ausencia. 1938–1940.
- Amor perdido. 1933–1968.
- Jalones entre la niebla. 1940–1967.
- Los motivos del mar. 1945–1955.
- Visiones y sortilegios. 1945–1960.
- Laberinto de presencias. Barcelona 1969.

## Bibliografie
1930 fand ein Interview mit Martínez Sagi Eingang in ein Buch von César González-Ruano mit dem Titel Caras, caretas y carotas. 1998 veröffentlichte die Zeitung ABC einen Bericht über sie. Im Jahr 2000 machte Juan Manuel de Prada Martínez Sagi zu einer der Hauptfiguren in seinem Roman Las esquinas del aire. Darin sucht eine Autorin nach Ana María Martínez Sagi, nachdem sie ihren Namen in einem Antiquariat entdeckt hat. Prada verwebt in seinem Werk Wahrheit und Fiktion, Biografie und Polizeiroman.
2007 veröffentlichte Patricia Nell Warren El vestido de color rosa über die Geschichte der Homosexualität im Sport, in das sie das Kapitel Ana María Martínez Sagi: Spanische Poesie-Speere einfügte.
Im Jahr 2019 wurde La voz sola veröffentlicht, in dem das Leben und die unveröffentlichten Werke von Martínez Sagi wiederentdeckt und eine Zusammenstellung ihrer wichtigsten Gedichte und Berichte in einem neuen Band der Colección Obra Fundamental der Stiftung Banco Santander vom Schriftsteller Juan Manuel de Prada ediert wurde.

## Filmografie
- La Sagi, una pionera del Barça. Koproduktion von Televisió de Catalunya, FC Barcelona und Minoria Absoluta, 2019 (katalanisch).